# CERAMICA CH
CERAMICA CH ist das Nationale Keramikinventar der Schweiz.

## Ziele
Eine Tradition des Sammelns von Keramik lässt sich in den Sammlungen der Schweizer Museen nachweisen. Diese Objekte sind aber nicht nur dem allgemeinen Publikum, sondern selbst den Fachleuten weitgehend unbekannt. Das meiste davon ist heute nicht mehr ausgestellt oder wurde noch nie publiziert. Die Ceramica-Stiftung in Basel hat daher 2009 das Inventarisationssprojekt «CERAMICA CH» initiiert, mit dem Ziel, ein nationales Inventar der öffentlich zugänglichen Sammlungen neuzeitlicher Gefässkeramik (1500–1950) der Schweiz zu erarbeiten.

## Veröffentlichte Kantonsinventare
Drei Kantonsinventare (Neuenburg, Solothurn und Waadt) wurden bisher erstellt und publiziert.
- Roland Blaettler, Peter Ducret, Rudolf Schnyder: CERAMICA CH I: Neuchâtel. (= Nationales Inventar der Keramik in den öffentlichen Sammlungen der Schweiz 1500–1950), Sulgen 2013.
- Roland Blaettler, Rudolf Schnyder: CERAMICA CH II: Solothurn. (= Nationales Inventar der Keramik in den öffentlichen Sammlungen der Schweiz 1500–1950), Sulgen 2014.
- Roland Blaettler: CERAMICA CH III/1: Vaud. (= Nationales Inventar der Keramik in den öffentlichen Sammlungen der Schweiz 1500–1950), Sulgen 2017.

## CERAMICA CH – Digital
Die Fortsetzung des Inventars erfolgt digital. Zum 1. Dezember 2019 wurde die deutsch- und französischsprachige, frei recherchierbare Homepage und Bilddatenbank CERAMICA-CH mit zunächst 3400 Datensätzen aufgeschaltet. Die gedruckten Inventare wurden bis Ende 2020 ebenfalls in die Bilddatenbank überführt.
Die Inventarisation des Kantons Graubünden wurde 2021 abgeschlossen. Ein Schlussbericht für den Kanton Graubünden wurde publiziert
2022 wurde mit der Inventarisation des Kantons Bern begonnen.
2023 konnte im Rahmen eines Partnerprojektes mit dem Conrad-Ferdinand Meyer Haus in Kilchberg, die dortige Sammlung Zürcher Porzellan in die Bilddatenbank überführt werden.
Mit Stichtag 28. August 2023 umfasst die Bilddatenbank 15756 Objekte aus über 80 Museen der Schweiz.
Die Homepage ist mittlerweile zweisprachig (Französisch und Deutsch) ausgebaut. Die dritte Sprache (Englisch) wird voraussichtlich 2024 aufgeschaltet.